# Leo Boni
Leonardo „Leo“ Boni (* 1964 oder 1965; † 15. April 2022) war ein italo-amerikanischer Jazz-und Blues-Musiker (Gitarre, Gesang).

## Leben und Wirken
Boni arbeitete lange Jahre im Nordwesten der USA, schließlich mit der Weepin‘ Willie All-Star Blues Band in Boston. Er war außerdem Mitglied des Maurizio Geri Swingtet, auf dessen Album Manouche e Dintorni (1997) er zu hören ist und mit dem er 2000 beim Django Reinhardt Festival in Samois-sur-Seine aufgetreten war. Des Weiteren arbeitete er mit Künstlern zusammen wie „Sax“ Gordon Beadle, Sharon Lewis, Stochelo Rosenberg und Dorado Schmitt. Boni trat auf zahlreichen Festivals auf, darunter dem Summertime Blues Festival und dem Magic Blues Fest Vallemaggia. Unter eigenem Namen legte er drei Alben vor.

## Diskographische Hinweise
- Crocicchio (2001)
- Sogno Toscano (2011)
- The Ring (2020)